# Brian Wake
Brian Wake, född 13 augusti 1982 i Stockton-on-Tees, är en engelsk före detta fotbollsspelare och nuvarande ungdomstränare för Viborg FF.

## Spelarkarriär
Wakes noterbara insatser i karriären har varit ett hat trick mot Shrewsbury för att hålla Carlisle kvar i The Football League, ligavinsten med Hamilton Academical och fyra mål på Mortons sista tre matcher under säsongen 2007/2008 (däribland även två mål på Firhill Stadium mot Partick Thistle) för att hålla dem kvar i Division One.
Wake tecknade ett nytt kontrakt i maj 2009, tillsammans med Alex Walker för ytterligare ett år i Morton och  han gjorde sitt femtionde ligamål i karriären mot Airdrie United i november 2009.
Wake skrev på för Gateshead FC den 26 januari 2010, och gjorde sin debut som inhoppare i en 2–0-förlust mot Kettering Town. Wake gjorde sina första mål för Gateshead den 6 februari mot Mansfield Town. Han gjordes tillgänglig för klubbyte av Gateshead den 13 januari 2011 efter att endast blivit inbytt i sju matcher fram till dess under säsongen 2010-11. Två dagar senare gjorde Wake sitt första mål för säsongen efter att ha blivit inbytt i andra halvlek i en 6–0-seger i FA Trophy mot Hampton & Richmond Borough. Den 10 mars 2011 meddelades det att Wake hade säkrat en övergång till en icke namngiven svensk klubb på ett tvåårskontrakt. Denna klubb visade sig senare vara Östersunds FK.
Han gjorde sin debut för Östersund mot Friska Viljor FC i första omgången av Svenska cupen 2011, och gjorde fyra av Östersunds mål i en match som slutade 6–1. Wake bidrog stort med sina 24 mål under säsongen att Östersund tog klivet upp till Division 1, och blev samtidigt den spelare i samtliga förbundsserier i Sverige som gjorde flest mål.
Den 25 juli 2012 skrev Wake på för Superettan-klubben Umeå FC och gjorde debut när han blev inbytt i andra halvlek i en 1–0-förlust borta mot Hammarby. Wake presenterade sig för hemmapubliken genom att göra det matchvinnande målet i sin första hemmamatch på en halvvolley mot Jönköping Södra den 13 augusti 2012.

## Tränarkarriär
Efter att Umeå FC misslyckats att hålla sig kvar i Superettan beslutade sig Wake att avsluta sin spelarkarriär och återvände till Östersund för att inleda sin tränarkarriär som assisterande tränare.